# Сьєль
Сьєль (фр. Ciel) — муніципалітет у Франції, у регіоні Бургундія-Франш-Конте, департамент Сона і Луара. Населення — 881 особа (01.01.2021).
Муніципалітет розташований на відстані близько 300 км на південний схід від Парижа, 50 км на південь від Діжона, 70 км на північ від Макона.

## Демографія
Динаміка населення (INSEE ):

## Економіка
2010 року серед 468 осіб працездатного віку (15—64 років) 358 були активними, 110 — неактивними (показник активності 76,5%, у 1999 році було 71,8%). З 358 активних мешканців працювали 323 особи (176 чоловіків та 147 жінок), безробітними було 35 (16 чоловіків та 19 жінок). Серед 110 неактивних 34 особи були учнями чи студентами, 51 — пенсіонерами, 25 були неактивними з інших причин.

У 2010 році в муніципалітеті числилось 290 оподаткованих домогосподарств, у яких проживали 774,5 особи, медіана доходів виносила 17 655 євро на одного особоспоживача